# 狭山セコムラガッツ
狭山セコムラガッツ（さやまセコムラガッツ、Sayama SECOM RUGGUTs）は、ジャパンラグビーリーグワンDIVISION3に所属する社会人ラグビーチームである。公式略称は「狭山RG」で、ホストエリアは狭山市。

## グラウンド

### 練習グラウンド
プレシーズン対戦でも使用する。
- セコムラグビーフィールド - 埼玉県狭山市柏原富士塚308-1[6]

### ホームグラウンド
リーグワン2024-25シーズンのレギュラーシーズンにおいて、ホームグラウンドとして使用する施設は以下のとおり。
- 足利市総合運動場陸上競技場（栃木県足利市）
- JITリサイクルインクスタジアム（山梨県甲府市）
- 栃木県グリーンスタジアム（栃木県宇都宮市）
- 海老名運動公園陸上競技場（神奈川県海老名市）

## 歴史
セコムラグビー部として1985年に創部。トップリーグ参戦にあたり、チーム愛称を「ラガッツ」とする。「ラガッツ」は、ラガー(Rugger)とガッツ(Guts)を組み合わせた造語である。
1989年に関東社会人リーグ1部に昇格し、2000年には東日本社会人リーグに昇格。2003年に創設されたジャパンラグビートップリーグの初代メンバーにも名を連ねた。
2005-06シーズンの10位（12チーム中）がチームの最高順位で、かつトップリーグ残留を決めた唯一のシーズンである。トップリーグ在籍は3シーズンのみで、2007-08シーズン以降はトップイーストに在籍、さらに2008年度（2009年2月10日）にはラグビー部の強化中止が発表された。
2010-11シーズンにはトップイーストリーグDiv.2に降格となった。
2012-13シーズンにトップイーストリーグDiv.2で全勝優勝。順位決定戦では3位だったが、クボタスピアーズがトップリーグに昇格したためDiv.1への復帰を果たした。
リーグワンへの参入について、2023年7月に申請したことが発表された。
2023年トップイーストリーグで準優勝となり、その後トップウェストやトップキュウシュウと共に競う3地域社会人リーグ順位決定戦（2024年1月開催）でヤクルトレビンズを破り、優勝した。
2024年1月31日、JAPAN RUGBY LEAGUE ONE DIVISION3 2024-25シーズンから、ヤクルトレビンズ、LeRIRO福岡と共に新規参入することが決定した。なお加入に際して、セコムラグビーフィールドをホストスタジアムとして2025-26シーズン以後使用できるように整備する計画を有している。
2024年8月1日、チーム名が「狭山セコムラガッツ」となる。

## タイトル
全国大会
- 国体　優勝：2回（2002, 2004）
- 3地域社会人リーグ順位決定戦　優勝：1回（2023-24）

最上位リーグ
なし
下位リーグ
- トップイースト10　優勝：1回（2004）

## 成績
出典：

### 全国社会人大会戦績
| 回 | 年度 | 地区   | 成績           | 試 | 勝 | 分 | 敗 | 得 | 失  | 差   | 備考                   |
| -- | ---- | ------ | -------------- | -- | -- | -- | -- | -- | --- | ---- | ---------------------- |
| 52 | 1999 | 東日本 | 予選プール敗退 | 3  | 0  | 0  | 3  | 30 | 144 | -114 | セコムのチーム名で出場 |
| 54 | 2001 | 東日本 | 1回戦敗退      | 1  | 0  | 0  | 1  | 14 | 54  | -40  |                        |
| 55 | 2002 | 東日本 | 予選プール敗退 | 3  | 1  | 0  | 2  | 58 | 136 | -78  |                        |

### トップリーグ創設以前
- 1990-1991シーズン 関東社会人リーグ1部 4位（4勝3敗）
- 1991-1992シーズン 関東社会人リーグ1部 5位（3勝4敗）
- 1992-1993シーズン 関東社会人リーグ1部 8位（1勝6敗）、関東社会人リーグ2部降格
- 1993-1994シーズン 関東社会人リーグ2部 2位（5勝1敗）
- 1994-1995シーズン 関東社会人リーグ2部Aブロック 優勝（6勝）、関東社会人リーグ1部昇格
- 1995-1996シーズン 関東社会人リーグ1部 5位（2勝4敗1分）
- 1996-1997シーズン 関東社会人リーグ1部 7位（2勝5敗）
- 1997-1998シーズン 関東社会人リーグ1部 2位（6勝1敗）
- 1998-1999シーズン 関東社会人リーグ1部Aグループ 4位（3勝4敗）
- 1999-2000シーズン 関東社会人リーグ1部Aグループ 優勝（6勝1敗）、東日本社会人リーグ昇格
- 2000-2001シーズン 東日本社会人リーグ 7位（1勝6敗）
- 2001-2002シーズン 東日本社会人リーグ 4位（3勝4敗）
- 2002-2003シーズン 東日本社会人リーグ 5位（2勝5敗）、トップリーグへ参入

### トップリーグ創設以降
- 2003-2004シーズン トップリーグ 11位（3勝8敗）トップイースト10へ自動降格
- 2004-2005シーズン トップイースト10 優勝（9勝）トップチャレンジ1：2位、トップリーグへ自動昇格
- 2005-2006シーズン トップリーグ 10位（2勝9敗）
- 2006-2007シーズン トップリーグ 13位（2勝11敗）、トップイースト11へ自動降格
- 2007-2008シーズン トップイースト11 2位（9勝1敗）、トップチャレンジ2：2位
- 2008-2009シーズン トップイースト11 5位（6勝4敗）
- 2009-2010シーズン トップイーストリーグ 11位（1勝10敗）、順位決定戦：1位、トップイーストリーグ残留
- 2010-2011シーズン トップイーストリーグ 11位（3勝8敗）、順位決定戦：1位、トップイーストリーグDiv.2へ参入[注 2]
- 2011-2012シーズン トップイーストリーグDiv.2 4位（3勝3敗）
- 2012-2013シーズン トップイーストリーグDiv.2 優勝（7勝）、順位決定戦：3位、トップイーストリーグDiv.1昇格[注 3]
- 2013-2014シーズン トップイーストリーグDiv.1 10位（1勝8敗）、順位決定戦：2位、トップイーストリーグDiv.1残留
- 2014-2015シーズン トップイーストリーグDiv.1 10位（9敗）、順位決定戦：1位、トップイーストリーグDiv.1残留
- 2015-2016シーズン トップイーストリーグDiv.1 10位（9敗）、順位決定戦：2位、トップイーストリーグDiv.1残留
- 2016-2017シーズン トップイーストリーグDiv.1 9位（1勝8敗）、順位決定戦：3位、トップイーストリーグDiv.1残留[注 4]
- 2017-2018シーズン トップイーストリーグDiv.1 7位（3勝6敗）
- 2018-2019シーズン トップイーストリーグDiv.1 5位（6勝3敗）
- 2019-2020シーズン トップイーストリーグDiv.1 4位（6勝3敗）、リーグ再編に伴いトップイーストリーグAグループへ参入
- 2021-2022シーズン トップイーストリーグAグループ 3位（5勝3敗）
- 2022-2023シーズン トップイーストリーグAグループ 4位（2勝6敗）、入替戦：勝利、トップイーストリーグAグループ残留
- 2023-2024シーズン トップイーストリーグAグループ 2位（5勝3敗）、3地域社会人リーグ順位決定戦：優勝、JAPAN RUGBY LEAGUE ONE DIVISION3へ参入

### JAPAN RUGBY LEAGUE ONE
| シーズン | DIVISION  | 最終順位 | リーグ順位  | 試合数 | 勝点 | 勝 | 分 | 負 | 得点 | 失点 | 得失差 | 入替戦                            | 備考                 |
| -------- | --------- | -------- | ----------- | ------ | ---- | -- | -- | -- | ---- | ---- | ------ | --------------------------------- | -------------------- |
| 2024-25  | DIVISION3 | 2位      | 2位/6チーム | 15     | 55   | 11 | 0  | 4  | 593  | 317  | 276    | DIVISION2 7位との入替戦敗退・残留 | [ 15 ] [ 16 ] [ 17 ] |

## 2024-25シーズンの順位
| \| \| JAPAN RUGBY LEAGUE ONE 2024-25 DIVISION 3 順位表（2025年5月11日時点）出典：[18] \| 編集 \| | | | | | | | | | | | | | | |                                                                          |                                                                          |
| リーグ戦 順位 | チーム | 試合数 | 勝ち点 | 勝 | 分 | 負 | 得点 | 失点 | 得失差 | T | G | PG | DG | 反則数 | 入替戦                                                                   | 最終結果                                                                 |
| 優勝 | マツダスカイアクティブズ広島 | 14 | 56 | 11 | 0 | 3 | 567 | 235 | 332 | 85 | 62 | 6 | 0 | 160 | 第14節で優勝決定、第13節で入替戦進出決定 DIVISION2 8位と入替戦           | 残留                                                                     |
| 2位 | 狭山セコムラガッツ | 15 | 55 | 11 | 0 | 4 | 593 | 317 | 276 | 87 | 61 | 12 | 0 | 179 | 第13節で入替戦進出が決定 DIVISION2 7位と入替戦                           | 残留                                                                     |
| 3位 | クリタウォーターガッシュ昭島 | 15 | 43 | 9 | 0 | 6 | 529 | 402 | 127 | 77 | 54 | 12 | 0 | 180 |                                                                          |                                                                          |
| 4位 | 中国電力レッドレグリオンズ | 14 | 23 | 5 | 0 | 9 | 319 | 474 | -155 | 40 | 28 | 21 | 0 | 166 |                                                                          |                                                                          |
| 5位 | ヤクルトレビンズ戸田 | 15 | 23 | 5 | 0 | 10 | 298 | 537 | -239 | 41 | 21 | 12 | 0 | 183 |                                                                          |                                                                          |
| 6位 | ルリーロ福岡 | 15 | 13 | 3 | 0 | 12 | 266 | 607 | -341 | 34 | 24 | 16 | 0 | 212 |                                                                          |                                                                          |
| | | | | | | | | | | | | | | |                                                                          |                                                                          |
| - 勝ち点は、勝ち4点、引き分け2点、負け0点。 - ただし、7点差以内の負けは1点を付与、3トライ差以上での勝ちは追加で1点を付与。 - 同じ勝ち点である場合は下記の順番で順位を決定する。 1. 勝ち点 2. 勝利数 3. ①および②が同数であったチーム間の勝ち点 4. ①、②および③が同数であったチーム間の得失点差 5. 全試合の得失点差 6. 当該チーム間のトライ数 7. 全試合でのトライ数 8. 当該チーム間のトライ後のゴール数 9. 全試合でのトライ後のゴール数 10. 抽選 | - 勝ち点は、勝ち4点、引き分け2点、負け0点。 - ただし、7点差以内の負けは1点を付与、3トライ差以上での勝ちは追加で1点を付与。 - 同じ勝ち点である場合は下記の順番で順位を決定する。 1. 勝ち点 2. 勝利数 3. ①および②が同数であったチーム間の勝ち点 4. ①、②および③が同数であったチーム間の得失点差 5. 全試合の得失点差 6. 当該チーム間のトライ数 7. 全試合でのトライ数 8. 当該チーム間のトライ後のゴール数 9. 全試合でのトライ後のゴール数 10. 抽選 | - 勝ち点は、勝ち4点、引き分け2点、負け0点。 - ただし、7点差以内の負けは1点を付与、3トライ差以上での勝ちは追加で1点を付与。 - 同じ勝ち点である場合は下記の順番で順位を決定する。 1. 勝ち点 2. 勝利数 3. ①および②が同数であったチーム間の勝ち点 4. ①、②および③が同数であったチーム間の得失点差 5. 全試合の得失点差 6. 当該チーム間のトライ数 7. 全試合でのトライ数 8. 当該チーム間のトライ後のゴール数 9. 全試合でのトライ後のゴール数 10. 抽選 | - 勝ち点は、勝ち4点、引き分け2点、負け0点。 - ただし、7点差以内の負けは1点を付与、3トライ差以上での勝ちは追加で1点を付与。 - 同じ勝ち点である場合は下記の順番で順位を決定する。 1. 勝ち点 2. 勝利数 3. ①および②が同数であったチーム間の勝ち点 4. ①、②および③が同数であったチーム間の得失点差 5. 全試合の得失点差 6. 当該チーム間のトライ数 7. 全試合でのトライ数 8. 当該チーム間のトライ後のゴール数 9. 全試合でのトライ後のゴール数 10. 抽選 | - 勝ち点は、勝ち4点、引き分け2点、負け0点。 - ただし、7点差以内の負けは1点を付与、3トライ差以上での勝ちは追加で1点を付与。 - 同じ勝ち点である場合は下記の順番で順位を決定する。 1. 勝ち点 2. 勝利数 3. ①および②が同数であったチーム間の勝ち点 4. ①、②および③が同数であったチーム間の得失点差 5. 全試合の得失点差 6. 当該チーム間のトライ数 7. 全試合でのトライ数 8. 当該チーム間のトライ後のゴール数 9. 全試合でのトライ後のゴール数 10. 抽選 | - 勝ち点は、勝ち4点、引き分け2点、負け0点。 - ただし、7点差以内の負けは1点を付与、3トライ差以上での勝ちは追加で1点を付与。 - 同じ勝ち点である場合は下記の順番で順位を決定する。 1. 勝ち点 2. 勝利数 3. ①および②が同数であったチーム間の勝ち点 4. ①、②および③が同数であったチーム間の得失点差 5. 全試合の得失点差 6. 当該チーム間のトライ数 7. 全試合でのトライ数 8. 当該チーム間のトライ後のゴール数 9. 全試合でのトライ後のゴール数 10. 抽選 | - 勝ち点は、勝ち4点、引き分け2点、負け0点。 - ただし、7点差以内の負けは1点を付与、3トライ差以上での勝ちは追加で1点を付与。 - 同じ勝ち点である場合は下記の順番で順位を決定する。 1. 勝ち点 2. 勝利数 3. ①および②が同数であったチーム間の勝ち点 4. ①、②および③が同数であったチーム間の得失点差 5. 全試合の得失点差 6. 当該チーム間のトライ数 7. 全試合でのトライ数 8. 当該チーム間のトライ後のゴール数 9. 全試合でのトライ後のゴール数 10. 抽選 | - 勝ち点は、勝ち4点、引き分け2点、負け0点。 - ただし、7点差以内の負けは1点を付与、3トライ差以上での勝ちは追加で1点を付与。 - 同じ勝ち点である場合は下記の順番で順位を決定する。 1. 勝ち点 2. 勝利数 3. ①および②が同数であったチーム間の勝ち点 4. ①、②および③が同数であったチーム間の得失点差 5. 全試合の得失点差 6. 当該チーム間のトライ数 7. 全試合でのトライ数 8. 当該チーム間のトライ後のゴール数 9. 全試合でのトライ後のゴール数 10. 抽選 | - 勝ち点は、勝ち4点、引き分け2点、負け0点。 - ただし、7点差以内の負けは1点を付与、3トライ差以上での勝ちは追加で1点を付与。 - 同じ勝ち点である場合は下記の順番で順位を決定する。 1. 勝ち点 2. 勝利数 3. ①および②が同数であったチーム間の勝ち点 4. ①、②および③が同数であったチーム間の得失点差 5. 全試合の得失点差 6. 当該チーム間のトライ数 7. 全試合でのトライ数 8. 当該チーム間のトライ後のゴール数 9. 全試合でのトライ後のゴール数 10. 抽選 | - 勝ち点は、勝ち4点、引き分け2点、負け0点。 - ただし、7点差以内の負けは1点を付与、3トライ差以上での勝ちは追加で1点を付与。 - 同じ勝ち点である場合は下記の順番で順位を決定する。 1. 勝ち点 2. 勝利数 3. ①および②が同数であったチーム間の勝ち点 4. ①、②および③が同数であったチーム間の得失点差 5. 全試合の得失点差 6. 当該チーム間のトライ数 7. 全試合でのトライ数 8. 当該チーム間のトライ後のゴール数 9. 全試合でのトライ後のゴール数 10. 抽選 | - 勝ち点は、勝ち4点、引き分け2点、負け0点。 - ただし、7点差以内の負けは1点を付与、3トライ差以上での勝ちは追加で1点を付与。 - 同じ勝ち点である場合は下記の順番で順位を決定する。 1. 勝ち点 2. 勝利数 3. ①および②が同数であったチーム間の勝ち点 4. ①、②および③が同数であったチーム間の得失点差 5. 全試合の得失点差 6. 当該チーム間のトライ数 7. 全試合でのトライ数 8. 当該チーム間のトライ後のゴール数 9. 全試合でのトライ後のゴール数 10. 抽選 | - 勝ち点は、勝ち4点、引き分け2点、負け0点。 - ただし、7点差以内の負けは1点を付与、3トライ差以上での勝ちは追加で1点を付与。 - 同じ勝ち点である場合は下記の順番で順位を決定する。 1. 勝ち点 2. 勝利数 3. ①および②が同数であったチーム間の勝ち点 4. ①、②および③が同数であったチーム間の得失点差 5. 全試合の得失点差 6. 当該チーム間のトライ数 7. 全試合でのトライ数 8. 当該チーム間のトライ後のゴール数 9. 全試合でのトライ後のゴール数 10. 抽選 | - 勝ち点は、勝ち4点、引き分け2点、負け0点。 - ただし、7点差以内の負けは1点を付与、3トライ差以上での勝ちは追加で1点を付与。 - 同じ勝ち点である場合は下記の順番で順位を決定する。 1. 勝ち点 2. 勝利数 3. ①および②が同数であったチーム間の勝ち点 4. ①、②および③が同数であったチーム間の得失点差 5. 全試合の得失点差 6. 当該チーム間のトライ数 7. 全試合でのトライ数 8. 当該チーム間のトライ後のゴール数 9. 全試合でのトライ後のゴール数 10. 抽選 | - 勝ち点は、勝ち4点、引き分け2点、負け0点。 - ただし、7点差以内の負けは1点を付与、3トライ差以上での勝ちは追加で1点を付与。 - 同じ勝ち点である場合は下記の順番で順位を決定する。 1. 勝ち点 2. 勝利数 3. ①および②が同数であったチーム間の勝ち点 4. ①、②および③が同数であったチーム間の得失点差 5. 全試合の得失点差 6. 当該チーム間のトライ数 7. 全試合でのトライ数 8. 当該チーム間のトライ後のゴール数 9. 全試合でのトライ後のゴール数 10. 抽選 | - 勝ち点は、勝ち4点、引き分け2点、負け0点。 - ただし、7点差以内の負けは1点を付与、3トライ差以上での勝ちは追加で1点を付与。 - 同じ勝ち点である場合は下記の順番で順位を決定する。 1. 勝ち点 2. 勝利数 3. ①および②が同数であったチーム間の勝ち点 4. ①、②および③が同数であったチーム間の得失点差 5. 全試合の得失点差 6. 当該チーム間のトライ数 7. 全試合でのトライ数 8. 当該チーム間のトライ後のゴール数 9. 全試合でのトライ後のゴール数 10. 抽選 | - 1位はDIVISION2の8位と、 2位はDIVISION2の7位と、 それぞれ入替戦を行う。 | - 1位はDIVISION2の8位と、 2位はDIVISION2の7位と、 それぞれ入替戦を行う。 |
| | JAPAN RUGBY LEAGUE ONE 2024-25 DIVISION 3 順位表（2025年5月11日時点）出典： | 編集 | | | | | | | | | | | | |                                                                          |                                                                          |

## 2025-26シーズンのスコッド
開幕前、2025-26シーズンでの選手登録までは、「チームに所属している選手」の一覧に過ぎないことに留意。
カテゴリA（日本代表の実績または資格あり）は、試合登録枠17名以上、同時出場可能枠11名以上。カテゴリB（日本代表の資格獲得見込み）は、試合登録枠・同時出場可能枠ともに任意。カテゴリC（他国代表歴あり等、カテゴリ A, B以外）は、試合登録枠3名以下。
狭山セコムラガッツの2025-26シーズンのスコッドは下記のとおり。。2025年6月6日現在。2024-25シーズン後の去就は未発表。
ヘッドコーチ: スコット・ピアス
| 選手                       | ポジション     | 身長  | 体重  | 誕生日（年齢）         | 登録区分  |
| -------------------------- | -------------- | ----- | ----- | ---------------------- | --------- |
| 金子元紀                   | プロップ       | 180cm | 114kg | 2001年3月21日（24歳）  | カテゴリA |
| 白川直人                   | プロップ       | 174cm | 108kg | 1996年11月22日（28歳） | カテゴリA |
| 上野拳太郎                 | プロップ       | 170cm | 107kg | 1994年5月10日（31歳）  | カテゴリA |
| 田中創太郎                 | プロップ       | 175cm | 108kg | 2001年10月29日（23歳） | カテゴリA |
| 村上翔梧                   | プロップ       | 178cm | 113kg | 1996年8月1日（28歳）   | カテゴリA |
| 髙野悠斗                   | プロップ       | 181cm | 115kg | 1994年2月18日（31歳）  | カテゴリA |
| 佐藤俊輝                   | プロップ       | 171cm | 105kg | 1997年2月19日（28歳）  | カテゴリA |
| 陣内源斗                   | フッカー       | 162cm | 90kg  | 2001年2月10日（24歳）  | カテゴリA |
| 谷名樹                     | フッカー       | 175cm | 98kg  | 2000年8月20日（24歳）  | カテゴリA |
| 奥野翔太                   | フッカー       | 177cm | 101kg | 2000年1月15日（25歳）  | カテゴリA |
| 髙田風吾                   | フッカー       | 174cm | 102kg | 1999年6月1日（26歳）   | カテゴリA |
| 倉田真                     | フッカー       | 176cm | 107kg | 2000年9月6日（24歳）   | カテゴリA |
| 寺西翔生                   | フッカー       | 170cm | 95kg  | 2002年5月21日（23歳）  | カテゴリA |
| トロイ・カレンダー         | ロック         | 198cm | 116kg | 1994年12月27日（30歳） | カテゴリA |
| 神田康生                   | ロック         | 194cm | 105kg | 2001年4月27日（24歳）  | カテゴリA |
| 朝倉一稀                   | ロック         | 184cm | 105kg | 1994年8月6日（30歳）   | カテゴリA |
| 藤井樹                     | ロック         | 181cm | 102kg | 1995年7月9日（29歳）   | カテゴリA |
| 川瀬悠河                   | ロック         | 188cm | 98kg  | 2002年4月3日（23歳）   | カテゴリA |
| フェトゥカモカモ・ダグラス | フランカー     | 191cm | 111kg | 1991年4月18日（34歳）  | カテゴリB |
| 大熊陽介                   | フランカー     | 180cm | 102kg | 1998年4月29日（27歳）  | カテゴリA |
| 飯田光紀                   | フランカー     | 168cm | 85kg  | 1999年9月30日（25歳）  | カテゴリA |
| 辻岡優希                   | フランカー     | 182cm | 98kg  | 2001年7月26日（23歳）  | カテゴリA |
| 山本龍亮                   | フランカー     | 179cm | 97kg  | 1998年6月22日（26歳）  | カテゴリA |
| 水谷健人                   | フランカー     | 183cm | 99kg  | 1997年11月12日（27歳） | カテゴリA |
| 森元一気                   | フランカー     | 169cm | 93kg  | 2002年10月22日（22歳） | カテゴリA |
| パーカーアッシュ           | ナンバー8      | 187cm | 108kg | 1988年11月1日（36歳）  | カテゴリA |
| 田原慶人                   | スクラムハーフ | 163cm | 70kg  | 2000年6月25日（24歳）  | カテゴリA |
| 髙島理久也                 | スクラムハーフ | 166cm | 72kg  | 1994年8月19日（30歳）  | カテゴリA |
| 堤英登                     | スクラムハーフ | 163cm | 68kg  | 1997年6月19日（27歳）  | カテゴリA |
| 清水良太郎                 | スクラムハーフ | 168cm | 75kg  | 2001年11月18日（23歳） | カテゴリA |
| 高橋香成                   | スクラムハーフ | 168cm | 75kg  | 1996年9月1日（28歳）   | カテゴリA |
| ダニエル・ウェイト         | スタンドオフ   | 181cm | 92kg  | 1996年4月8日（29歳）   | カテゴリB |
| 菅原海人                   | スタンドオフ   | 171cm | 83kg  | 2000年8月21日（24歳）  | カテゴリA |
| 忽那鐘太                   | スタンドオフ   | 180cm | 86kg  | 1997年3月19日（28歳）  | カテゴリA |
| 林辰哉                     | スタンドオフ   | 170cm | 82kg  | 2000年5月19日（25歳）  | カテゴリA |
| 神座立樹                   | ウイング       | 178cm | 83kg  | 1998年4月25日（27歳）  | カテゴリA |
| 野口宜裕                   | ウイング       | 170cm | 77kg  | 1994年12月26日（30歳） | カテゴリA |
| 奥田勇志                   | ウイング       | 176cm | 86kg  | 2001年10月5日（23歳）  | カテゴリA |
| 松田武蔵                   | ウイング       | 170cm | 77kg  | 2000年8月24日（24歳）  | カテゴリA |
| 藤原竜之丞                 | ウイング       | 169cm | 73kg  | 2002年10月10日（22歳） | カテゴリA |
| TJ・ファイアネ             | センター       | 180cm | 97kg  | 1995年8月24日（29歳）  | カテゴリB |
| 池村冬紀                   | センター       | 178cm | 90kg  | 2002年1月11日（23歳）  | カテゴリA |
| 水野陸                     | センター       | 176cm | 90kg  | 2001年12月1日（23歳）  | カテゴリA |
| 中洲晴陽                   | センター       | 174cm | 85kg  | 1997年4月30日（28歳）  | カテゴリA |
| フィシプナ・トゥイアキ     | センター       | 188cm | 108kg | 1995年1月23日（30歳）  | カテゴリA |
| 澤田歩武                   | センター       | 166cm | 80kg  | 1996年8月4日（28歳）   | カテゴリA |
| 森元翔紀                   | センター       | 167cm | 85kg  | 2000年8月9日（24歳）   | カテゴリA |
| 原口智也                   | センター       | 170cm | 84kg  | 1997年11月4日（27歳）  | カテゴリA |
| チェイス・ティアティア     | フルバック     | 181cm | 102kg | 1995年10月14日（29歳） | カテゴリC |
| 石井雄大                   | フルバック     | 171cm | 78kg  | 1997年2月26日（28歳）  | カテゴリA |
| 野口幹太                   | フルバック     | 175cm | 80kg  | 1999年9月25日（25歳）  | カテゴリA |

## 過去の所属選手
- 相原汰郎
- 赤木基浩
- 岩渕健輔（元日本代表）
- 生沼元
- 生沼知裕
  - 上記2人は兄弟
- 岡健二
- 小原義巧（現・盛岡工業高校ラグビー部監督）
- 河嶋康太
- 加藤祐太
- 神尾卓志
- 小池善行
- 小松学
- 澤口高正（元日本代表）
- 佐藤雄太
- 宍戸要介
- 鈴木健
- 鈴木学
- 鈴木貴士（7人制日本代表）
- セネ・タアラ（元サモア代表）
- 種本直人
- 田村義和
- 橋本晋一（当チーム初代監督、元日本代表、早稲田大学監督）
- ブライアン・リマ（元サモア代表）
- 茂木大輔
- 山賀敦之
- 吉田竜二
- 渡邉庸介
- 廣瀬直幸
- 柴崎冴亮
- 岩田遼亮
- 秋山翔太
- 尾花耕平
- 柳井佑太
- フィシプナ・トゥイアキ
- 岡田真一
- 川崎康隆
- 青木優
- 堀卓馬
- 中村亮介
- 小林大生
- 下村怜央
- 川田修司
- 黒﨑将斗
- 澤田陵
- 池松佑眞
- 吉田慶規
- 服部鋼亮
- 助田凌雅
- 水谷健人
- 河村亮淳

【2025年6月退団↓】
- 長谷川奨
- 伊藤健太
- 但見渉
- コリー・ヒル
- 助田凌雅
- 服部鋼亮
- 山下誉人
- 山同走